# Практичний снаряд

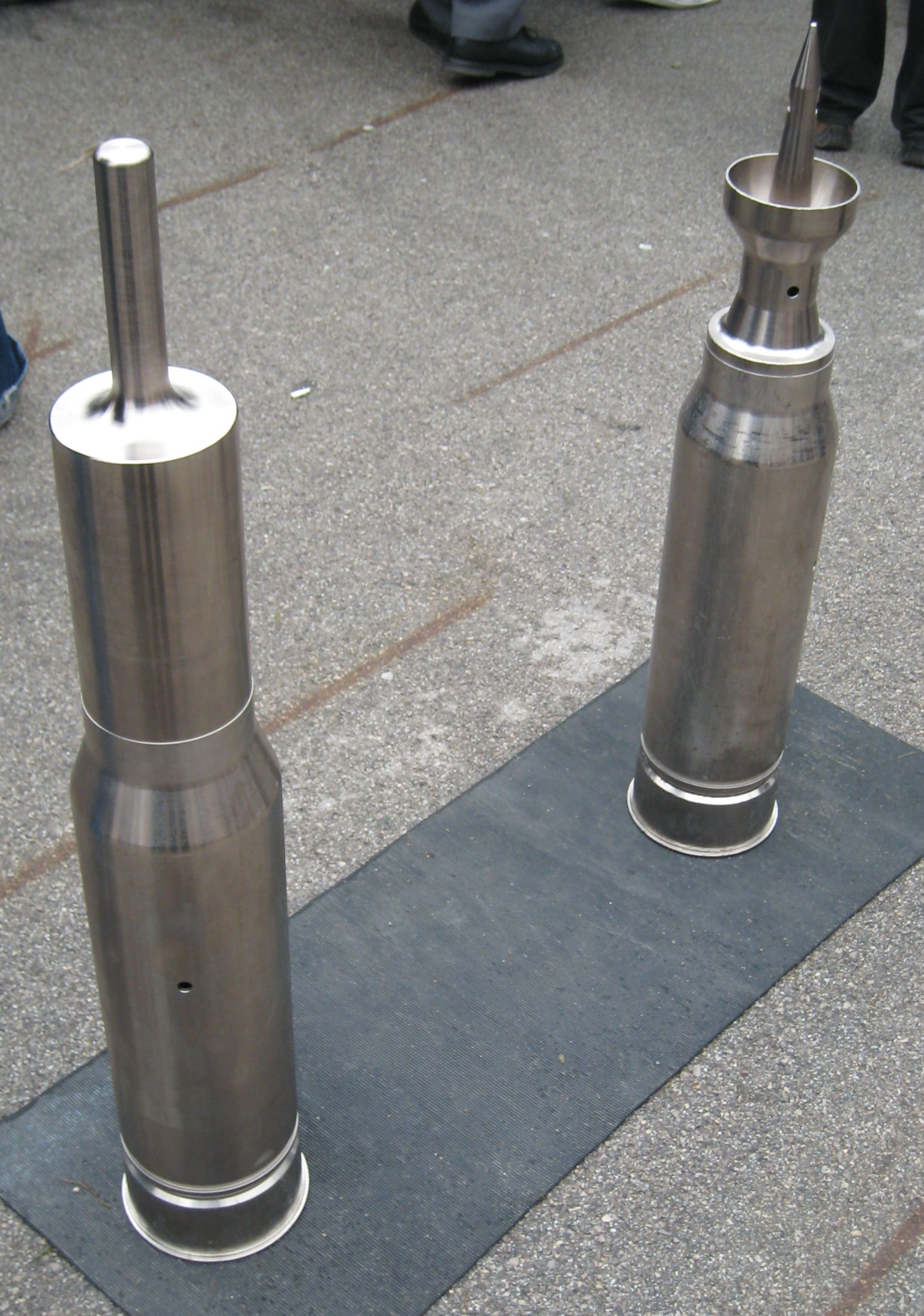
Тренувальні макети 120-мм танкових боєприпасів, що імітують БОПС і КС

Практи́чний снаря́д — вид спеціальних артилерійських снарядів допоміжного призначення, які слугують для проведення практичних (навчально-бойових) стрільб та полігонних випробувань артилерійських систем. Практичні снаряди застосовуються в цілях заміни дорогих бойових снарядів при навчанні особового складу (обслуги, екіпажів). Практичні снаряди по масі, габаритам і формою відповідають снарядам основного призначення, мають спрощену конструкцію, не споряджаються вибуховою речовиною і виготовляються з недефіцитних матеріалів. Наприклад, практичний снаряд, який замінює бронебійний снаряд, — це суцільний снаряд, корпус якого виготовлений з простої вуглецевої сталі без термічної обробки. Для коригування стрільби снаряд має трасувальний пристрій.